# 德賴克山
47°4′50″N 12°8′9″E / 47.08056°N 12.13583°E

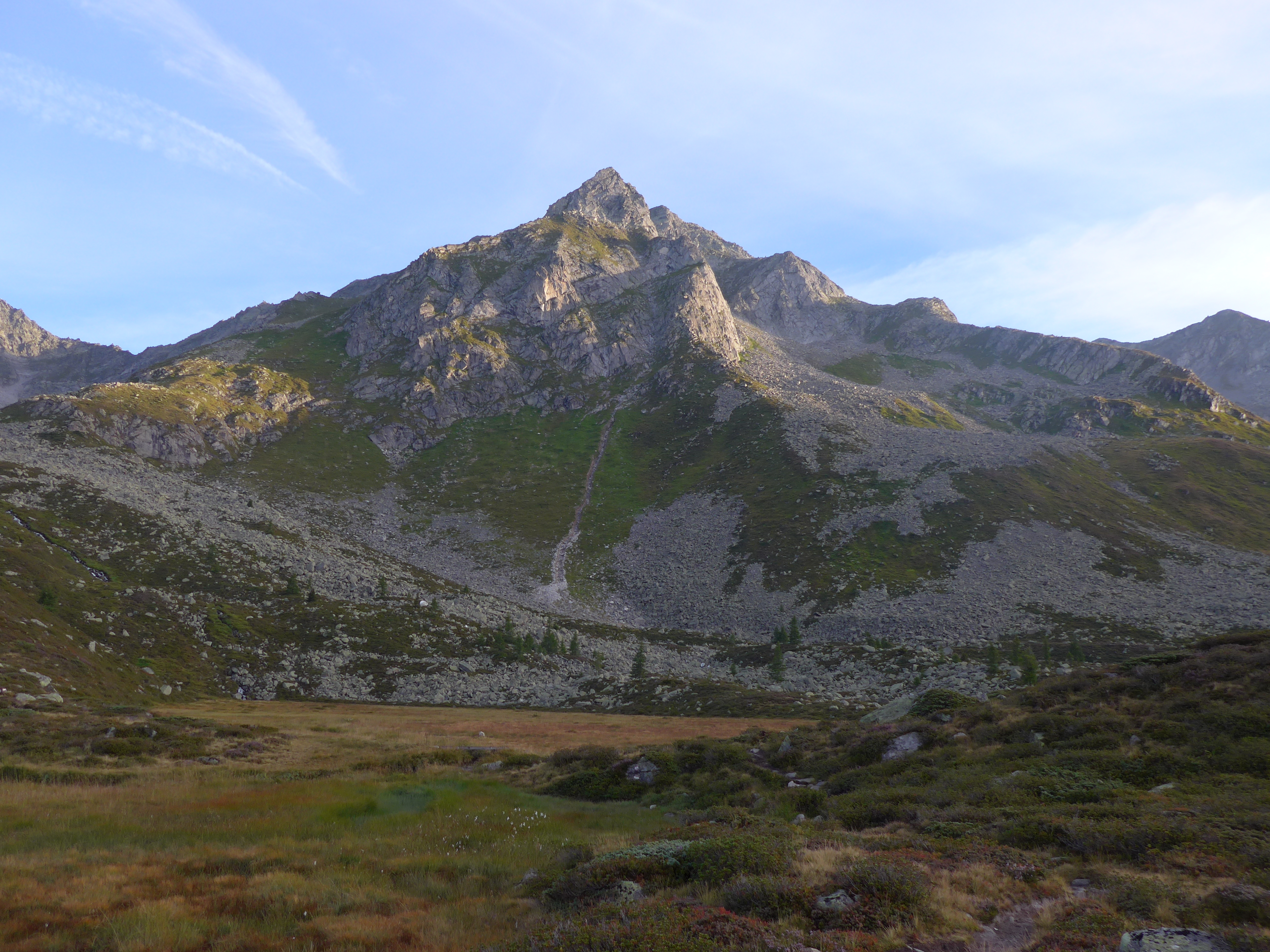

德賴克山（德語：Dreiecker），是中歐的山峰，位於奧地利和意大利接壤的邊境，屬於齊勒塔爾阿爾卑斯山脈的一部分，海拔高度2,892米，每年平均降雨量1,971毫米。